# انزلاق فقري خلفي

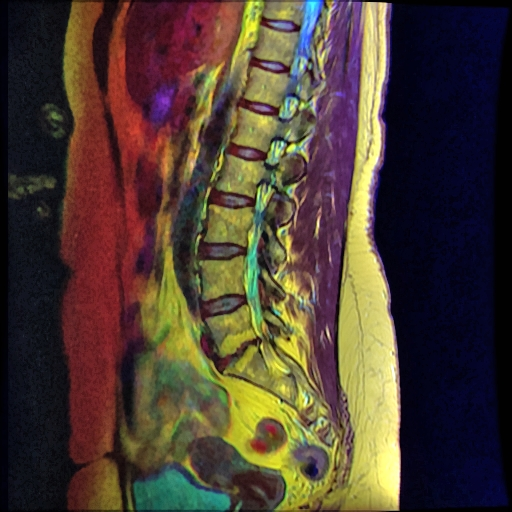
انزلاق فقري خلفي

الانزلاق الفقري الخلفي هو انزياح خلفي لجسم فقرة واحدة بالنسبة للفقرة أدناها لا يبلغ مستوى الخلع. يُشخص الانزلاق الخلفي بسهولة أكبر في مقاطع الأشعة السينية الجانبية للعمود الفقري. تقدم المقاطع التي توفر رؤية جانبية حقيقية دون أي دوران أفضل جودة تشخيصية.
يظهر الانزلاق الخلفي بشكل أساسي في العمود الفقري الرقبي والمنطقة القطنية (أسفل الظهر) ويمكن أن تُصاب به الفقرات الصدرية.

## التصنيف
يمكن تصنيف الانزلاق الخلفي على أنه شكل من أشكال الانزلاق الفقري، إذ غالبًا ما يُعرف الانزلاق الفقري في الأدبيات على أنه انزياح لجسم الفقرة في أي اتجاه. لكن القواميس الطبية عادةً ما تعرّف الانزلاق الفقري على أنه الانزياح الأمامي للفقرة بالنسبة إلى الفقرة أدناها (أو بالنسبة إلى العُجز).

## العلامات والأعراض
يؤدي الانزلاق الخلفي إلى أعراض متفاوتة جدًا من ناحيتي الشدة والتوزع. وسبب ذلك الاختلافات في طبيعة الإصابة في الأنسجة العصبية والتأثير الميكانيكي على المفاصل الشوكية نفسها.
يختبر المريض عدم الاستقرار الهيكلي على هيئة إحساس بالانزعاج وصولًا إلى تشوه هيكلي تعويضي يشمل تأثيره العمود الفقري بأكمله. إذا أصبحت المفاصل عالقة في وضعية انزياح خلفي، يظهر تحدّد في نطاق الحركة.
يحدث الألم نتيجة تهيج جذور الأعصاب الحسية بتأثير العظام اعتمادًا على درجة الانزياح ووجود دوران في نطاقات حركة العمود الشوكي عند المريض. ينفتق النسيج الرخو للقرص الفقري في الانزلاق الخلفي. لا يمكن كشف الفتق الفقري بصور الأشعة العادية لأن الأشعة السينية تمر في الأنسجة الرخوة. ذكرت دراسة أجراها غايلز وآخرون أن ستة عشر مريضًا من أصل ثلاثين (53%) لديهم انزلاق خلفي في الفقرة القطنية الخامسة على الفقرة العجزية الأولى يبلغ 2-9 ملم؛ وجد لديهم في الفحص المقطعي المحوسب فتق في القرص الفقري أو تبارز يتراوح من 3-7 ملم في القناة الشوكية. شملت مجموعة المراقبة أربعة عشر مريضًا (47%) لم يظهر عندهم انزلاق خلفي، ولم يبدي التصوير المقطعي المحوسب أي فتق/تبارز لديهم. وبخصوص دور الأشعة السينية والتصوير المقطعي المحوسب في كشف الفتق أو التبارز، تبين أن صورة الأشعة السينية الجانبية المأخوذة بوضعية جيدة تتمتع بحساسية ونوعية بنسبة 100% للفتق والتبارز وفقًا لهذه الدراسة الأولية.
ينتج عن انضغاط الحبل الشوكي لدى المرضى الذين يعانون من الألم والصلابة والعلامات العصبية التي تتبع مسار الأعصاب لتسبب الأعراض بعيدًا عن موقع الانزلاق.

## التشخيص
الانزلاق الخلفي التام - يكون جسم فقرة واحدة خلفيًا بالنسبة لجسمي الفقرتين أعلاه وأدناه.
الانزلاق الخلفي السُلّمي - يكون جسم فقرة واحدة خلفيًا بالنسبة لجسم الفقرة أعلاه، وأماميًا بالنسبة لجسم الفقرة أدناه.
الانزلاق الجزئي - يكون جسم فقرة واحدة خلفيًا بالنسبة إلى جسم الفقرة أعلاه أو أدناه.

### الدرجة
بما أن الجسم الفقري في الانزلاق الخلفي يتحرك نحو الخلف، فإن التصنيف المستخدم في الانزلاق الفقري (الأمامي) قليل الفائدة. من المفيد تقسيم القطر الأمامي الخلفي للثقبة الفقرية إلى أربع وحدات متساوية. يُصنف الانزياح الخلفي الذي يصل إلى 1/4 الثقبة الفقرية على أنه من الدرجة 1، إذا بلغ الانزياح 1/4 حتى 1/2 يُصنف على أنه من الدرجة 2، أما بين 1/2 و3/4 فيُصنف في الدرجة 3، وإذا بلغ أكثر من 3/4 الثقبة الفقرية حتى الانسداد الكلي لها يصبح من الدرجة 4. يمكن أيضًا تقييم مقدار الانزلاق عن طريق قياس مسافة الانزياح العظمي بالمليمترات.